# Stelling van Bézout
In de algebraïsche meetkunde, een deelgebied van de wiskunde, is de stelling van Bézout een stelling over het aantal gemeenschappelijke punten, of snijpunten van twee algebraïsche krommen in het vlak. De stelling is naar de Franse wiskundige Étienne Bézout genoemd. 
De stelling beweert dat het aantal gemeenschappelijke punten van twee van zulke krommen {\displaystyle X} en {\displaystyle Y} gelijk is aan het product van hun graden. De stelling moet op een aantal belangrijke manieren worden gekwalificeerd; allereerst door "punten op oneindig" in beschouwing te nemen, waardoor complexe coördinaten of meer in het algemeen, coördinaten van de algebraïsche afsluiting van het grondveld worden toegestaan, het toewijzen van een geschikt kruisingsgetal aan elk doorsnedepunt, en met uitsluiting van het gedegenereerde geval, als {\displaystyle X} en {\displaystyle Y} een gemeenschappelijke component hebben. Een eenvoudiger speciaal geval is dat als {\displaystyle X} en {\displaystyle Y} beide reële of complexe irreducibele krommen zijn, met {\displaystyle X} van de graad {\displaystyle m} en {\displaystyle Y} van de graad {\displaystyle n} heeft. In dat geval is het aantal doorsnedepunten niet meer dan {\displaystyle mn}.
Meer in het algemeen is het aantal punten in de doorsnede van drie algebraïsche oppervlakken in de projectieve ruimte, veelvouden tellend, het product van de graden van de vergelijkingen van de oppervlakken, enzovoort.

## Websites
- MathWorld. Bézout's Theorem.
- The Resultant and Bezout's Theorem.